# Leif Höegh & Co
Leif Höegh & Co er et norsk familieejet rederi med hovedsæde i Oslo. 

## Historie
Rederiet blev etableret i 1927 af skibsreder Leif Høegh, og var fra starten baseret på transport af olie via søvejen. Da 2. verdenskrig brød ud, var rederiets flåde kommet op på 13 skibe. I løbet af 1960'erne begyndte man også at fragte blandt andet malm og træ, ligesom man begyndte at kigge på transporten af biler. 
I 1970 dannede Leif Höegh & Co et joint venture med rederiet Ugland, og samme stiftede de Höegh-Ugland Auto Liners, det senere Höegh Autoliners. I 2000 købte Leif Höegh & Co Ugland ud, og overtog hele selskabet. I 2008 overtog A.P. Møller - Mærsk 38,75 % af aktierne i Höegh Autoliners.
Rederiets anden primære skibsforretning er Höegh LNG, som er specialiseret i transport af Liquified Natural Gas (flydende naturgas).